# Скворцов, Юрий Владимирович
Юрий Владимирович Скворцов — российский учёный в области физики плазмы, доктор физико-математических наук, профессор, лауреат Государственной премии СССР (1991).
Родился 12 мая 1929 г. в поселке Молочное Вологодской области.
Окончил физфак МГУ (1952).
Работал в ИАЭ им. Курчатова в должностях от лаборанта до начальника отделения. В 1963 г. защитил кандидатскую диссертацию:
- Образование плазменных струй в импульсных электродинамических ускорителях : диссертация … кандидата физико-математических наук : 01.00.00 / Ю. В. Скворцов. — Москва, 1963. — 145 с. : ил.

В 1972 г. перешёл в созданный на базе Отдела плазменной энергетики Филиал Института атомной энергии имени И. В. Курчатова (ФИАЭ) (Троицк), начальник отдела плазменных исследований (ОНИ). Руководил работами по лайнерной термоядерной программе как одному из альтернативных направлений в области управляемого термоядерного синтеза.
Автор теоретических исследований, которые в 1960-е годы позволили разработать мощные импульсные ускорители плазмы для термоядерных приложений.
В 1976-1980 гг. под его руководством проведены исследования по транспортировке мощных плазменных потоков в продольных магнитных полях, их сжатию и встречному взаимодействию. В результате была получена высокотемпературная дейтериевая плазма энергосодержанием до 100 кДж .
Доктор физико-математических наук, профессор.
Лауреат Государственной премии СССР 1991 года.
Премия имени П. Н. Яблочкова АН СССР 1970 года (совместно с доктором технических наук Владимиром Степановичем Комельковым) — за комплекс работ по теории электрического пробоя жидкостей.
Умер 1 ноября 1994 г.
Сочинения:
- ТЭТА-пинч с внешней инжекцией плазмы [Текст] / В. М. Алипченков, В. И. Васильев, И. К. Конкашбаев, Ю. В. Скворцов [и др.]. — Москва : ИАЭ, 1976. — 16 с. : ил.; 28 см.
- Взаимодействие высокотемпературной плазмы с твердотельными материалами / Н. И. Архипов, А. М. Жилтухин, В. М. Сафронов, Ю. В. Скворцов. — Москва : Российский науч. центр «Курчатовский ин-т», 1992. — 55 с. : ил.; 21 см. — (Препринт / Ордена Ленина и ордена Октябрьской Революции Институт атомной энергии им. И. В. Курчатова; ИАЭ-5543/7).
- Комельков В. С., Морозова Т. И., Скворцов Ю. В. Исследование мощного электрического разряда в дейтерии // Физика плазмы и проблема управляемых термоядерных реакций. Т. 2. — [М.] : Изд-во Акад. наук СССР, 1958. — С. 170—184.
- Сиднев В. В., Скворцов D.B., Умрихин Н. М., Хамидуллин Ф. Р. Импульсные плазменные ускорители большой мощности. В сб.: Вопросы атомной науки и техники. Серия: термоядерный синтез. -М.: ИАЭ, 1983, В.2(12), с.12-25.